# Звездчатка болотная
Звездча́тка боло́тная (лат. Stellária palústris) — многолетнее травянистое растение, вид рода Звездчатка (Stellaria) семейства Гвоздичные (Caryophyllaceae).
Широко распространённое в Евразии растение, приуроченное к заболоченным и увлажнённым местам. Отличается характерной сизоватой окраской вегетативных частей, а также красными пыльниками цветка.

## Ботаническое писание

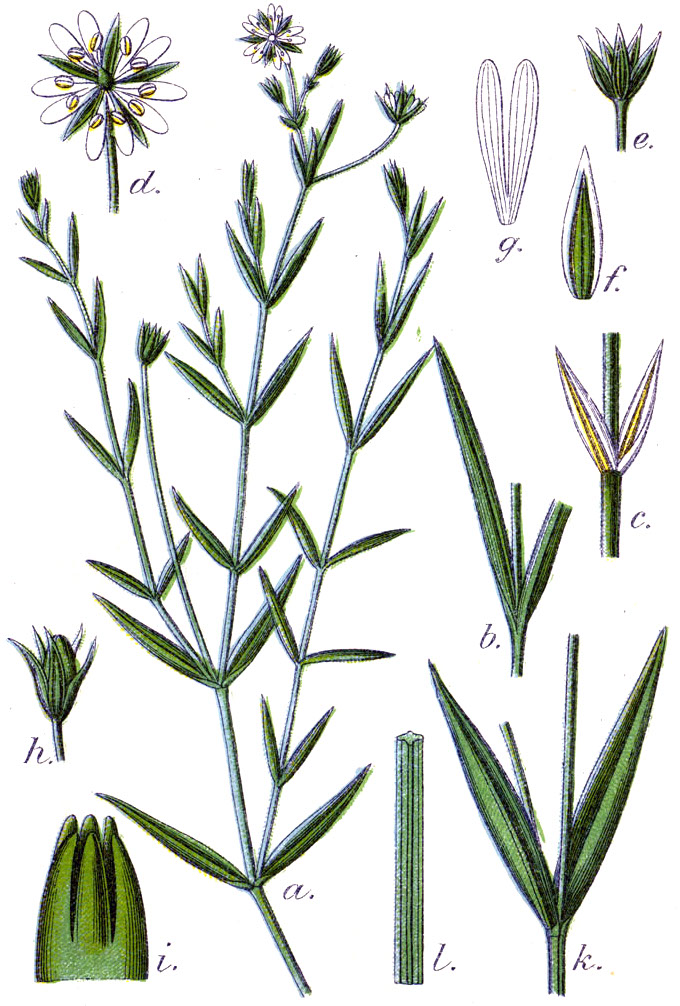

Многолетнее травянистое растение с тонким разветвлённым корневищем. Стебли приподнимающиеся, 10—60 см высотой, четырёхгранные в сечении, в нижней части иногда с бугорками, сизо-зелёные.
Листья супротивные, линейно-ланцетные в очертании, цельные, по краю иногда с немногочисленными шипиками, 1,5—2 см длиной, сизые или зелёные. Пазушные побеги, как правило, отсутствуют.
Цветки собраны в рыхлые полузонтики по 2—9, реже одиночные, на длинных голых цветоножках. Чашелистики ланцетные, 5—7 мм длиной, чашечка колокольчатая. Лепестки белого цвета, в числе пяти, разделённые почти от основания на две линейные доли, как правило, вдвое превышают чашечку по длине или несколько короче. Тычинки с красными пыльниками. Столбиков три.
Плоды — продолговатые коробочки почти равные по длине чашечки. Семена тёмно-бурые, с рубцами.

## Распространение
Европейско-кавказско-среднеазиатское растение, встречающееся на сырых и заболоченных лугах, в канавах, по болотистым берегам водоёмов, на низинных болотах.

## Значение и применение
Поедается северным оленем (Rangifer tarandus) летом и зимой. Частично сохраняется в зелёном состоянии в течение зимы.

## Классификация

### Таксономия
Stellaria palustris Retz., 1795, Fl. Scand. Prodr., ed. 2. 106.
Вид Звездчатка болотная относится к роду Звездчатка (Stellaria) семейства Гвоздичные (Caryophyllaceae) порядка Гвоздичноцветные (Caryophyllales). Кладограмма в соответствии с Системой APG IV по состоянию на декабрь 2023 года:
|  |                                      |  |                                   |                                   |                      |  | ещё 40 семейств | ещё 40 семейств |                     |  |  |  | еще 121 подтвержденный вид и 262 вида, ожидающих подтверждения |
|  |                                      |  |                                   |                                   |                      |  | ещё 40 семейств | ещё 40 семейств |                     |  |  |  | еще 121 подтвержденный вид и 262 вида, ожидающих подтверждения |
|  |                                      |  |                                   | порядок Гвоздичноцветные          |                      |  |                 |                 | род Звездчатка      |  |  |  |                                                                |
|  |                                      |  |                                   | порядок Гвоздичноцветные          |                      |  |                 |                 | род Звездчатка      |  |  |  |                                                                |
|  | отдел Цветковые, или Покрытосеменные |  |                                   |                                   | семейство Гвоздичные |  |                 |                 | Звездчатка болотная |  |  |  |                                                                |
|  | отдел Цветковые, или Покрытосеменные |  |                                   |                                   | семейство Гвоздичные |  |                 |                 |                     |  |  |  |                                                                |
|  |                                      |  | ещё 63 порядка цветковых растений | ещё 63 порядка цветковых растений |                      |  |                 | еще 97 родов    | еще 97 родов        |  |  |  |                                                                |
|  |                                      |  |                                   | ещё 63 порядка цветковых растений |                      |  |                 |                 | еще 97 родов        |  |  |  |                                                                |

### Синонимы
- Alsine glauca E.H.L.Krause
- Stellaria barthiana Schur
- Stellaria dilleniana Moench
- Stellaria fennica (Murb.) Perf.
- Stellaria glauca With.
- Stellaria hsinganensis Kitag.